# Staatsarchiv Ludwigsburg
Das Staatsarchiv Ludwigsburg wurde 1868 gegründet und ist heute zuständig für die Überlieferung von rund 680 staatlichen Behörden aus dem Regierungsbezirk Stuttgart. 

## Bestände
Die historischen Bestände stammen aus dem nordwürttembergischen Raum. Besonders hervorzuheben sind die im Zuge der Entnazifizierung von den Heimatspruchkammern angelegten mehr als 500.000 Spruchkammerakten.
Im Staatsarchiv Ludwigsburg finden sich aber auch die Akten des Polizeipräsidiums Stuttgart, die Dekorationsmappen und Rollenbücher des Staatstheaters Stuttgart und sämtliche Geburtenbücher der Landesfrauenklinik Stuttgart; die Urkunden des Deutschen Ordens, Amtsbücher des Stifts Ellwangen und Dokumente von Ulm, Esslingen am Neckar, Heilbronn und anderen ehemaligen freien Reichsstädten. Auch (Personal-)Akten der Deutschen Reichsbahn und der Deutschen Bundesbahn aus der Reichs- bzw. Bundesbahndirektion Stuttgart befinden sich im Archiv.
Das ursprünglich im Ludwigsburger Schloss untergebrachte Staatsarchiv Ludwigsburg befindet sich seit 1995 in der ehemaligen Arsenalkaserne im Zentrum Ludwigsburgs. Es umfasst zwei Gebäudekomplexe: Zum einen das Arsenalgebäude (Arsenalplatz 3), in dem sich neben den Dienstzimmern der Mitarbeiter und der Bibliothek die für die Öffentlichkeit bestimmten Bereiche (Lesesaal, Vortragssaal und Ausstellungsraum) befinden, zum andern das Zeughaus (Mathildenstraße 1) als Magazin des Staatsarchivs, in dem über 40.000 lfd. m Archivgut unter klimatisierten Bedingungen verwahrt und die von den Behörden angelieferten Unterlagen entgegengenommen werden. Beide Gebäude sind durch einen unterirdischen Gang miteinander verbunden, durch den die zur Vorlage an interessierte Benutzer bestellten Unterlagen mittels einer Transportanlage in den Lesesaal gelangen.
Im Zuge der baden-württembergischen Verwaltungsstruktur-Reform von 2005 wurde das Staatsarchiv Ludwigsburg eine Abteilung des neugeschaffenen Landesarchivs Baden-Württemberg.

## Leitung
- 1945–1951 Max Miller
- 1967–1975 Robert Uhland
- 1975–1992 Alois Seiler
- 1993–2002 Gerhard Taddey
- seit 2002: Peter Müller

## Bilder

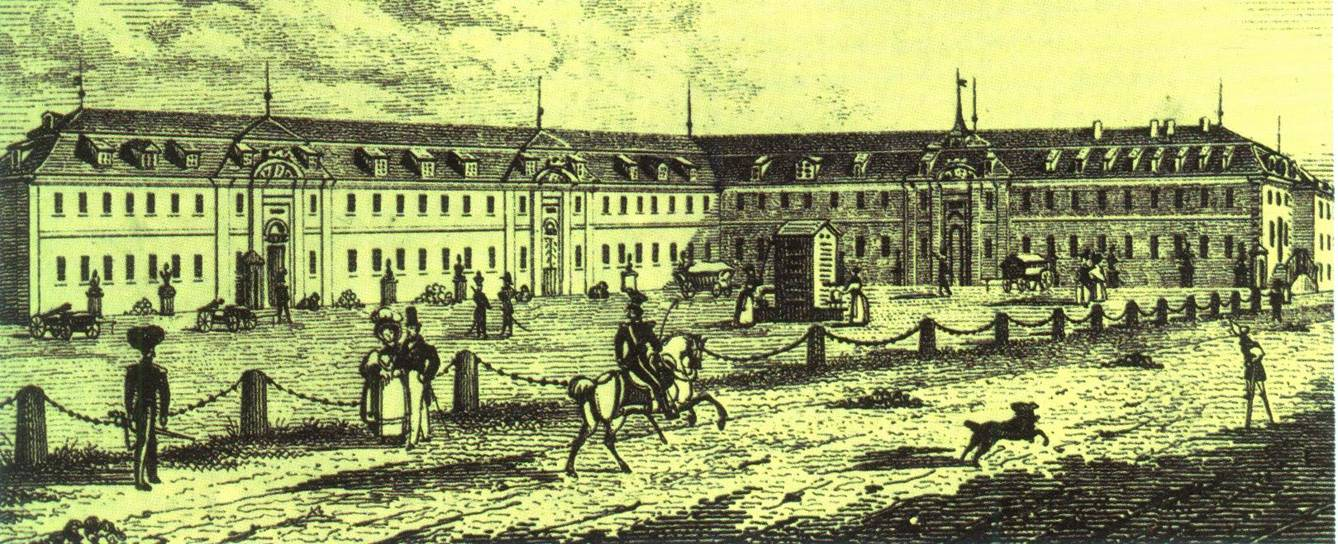
Arsenalgebäude (Arsenalplatz 3) in einem alten Stich
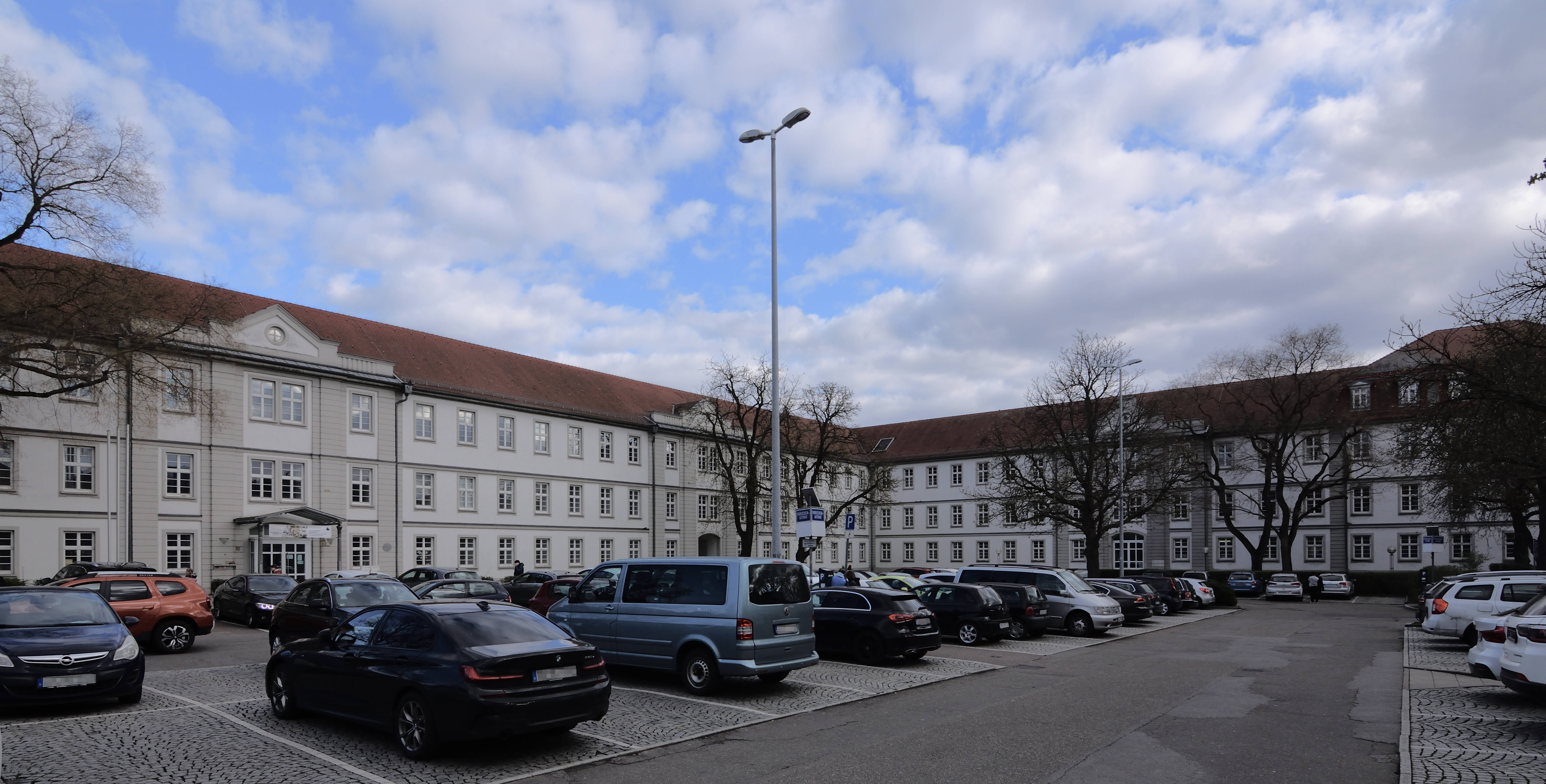
Arsenalkaserne, April 2023
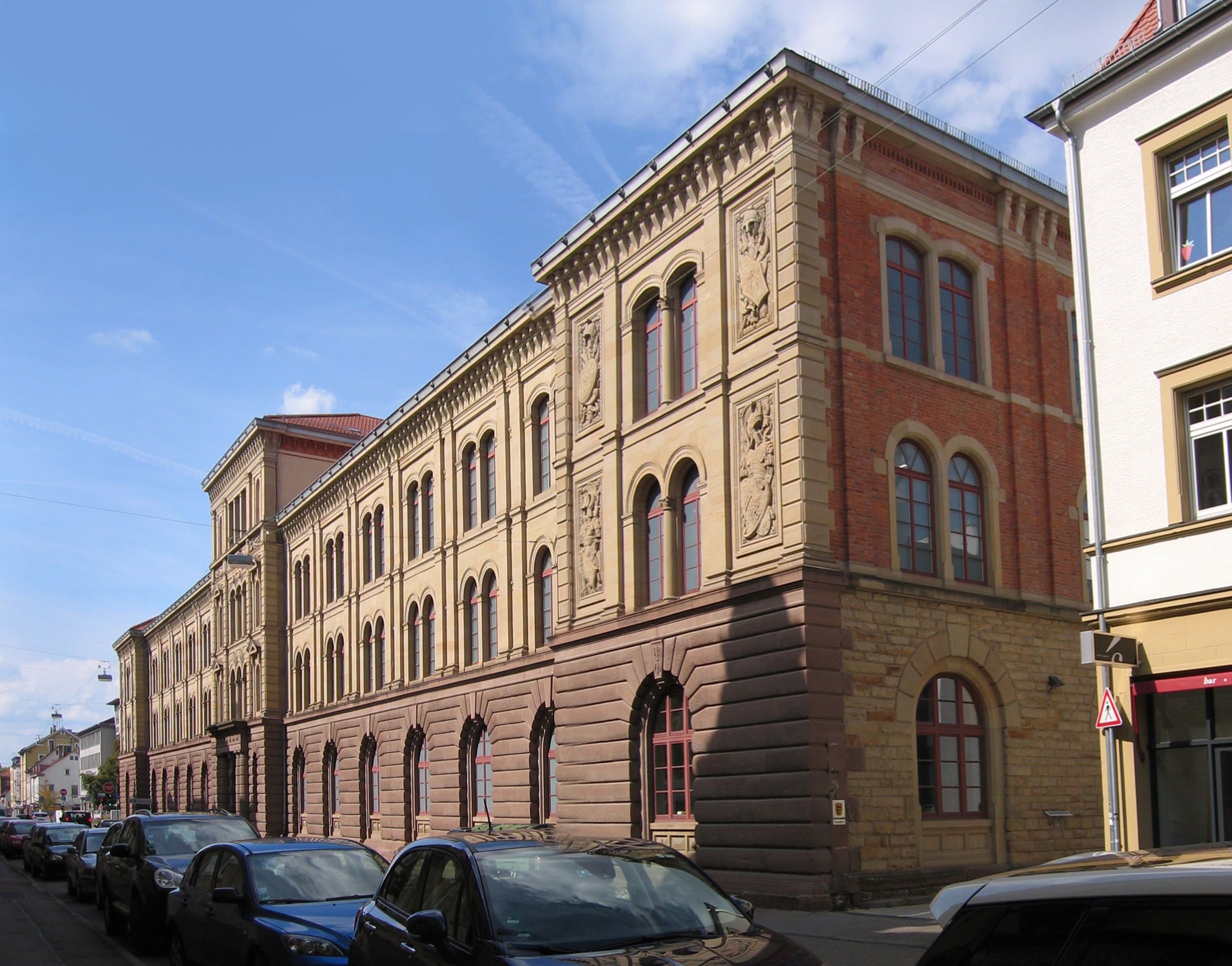
Zeughaus (Mathildenstraße 1)